# استنساخ وظيفي

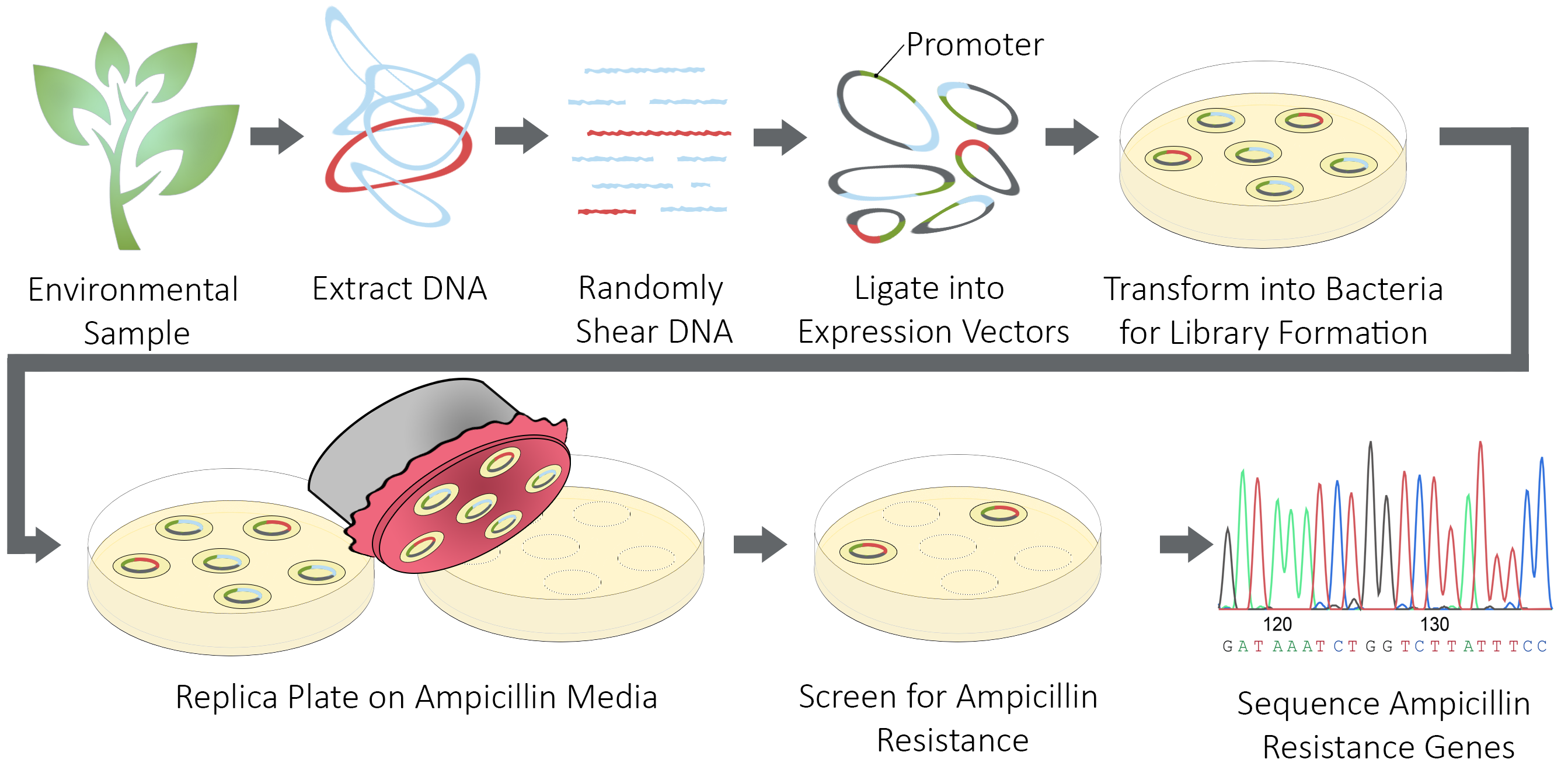

الاستنساخ الوظيفي (بالإنجليزية: Functional cloning)‏ وهو استنساخ ينطوي على استخدام تسلسل الجين المعروف باسم مسبار للبحث عن تسلسلات وراثية جديدة قد تكون لها وظائف مماثلة، على أساس التشابه في التسلسل. أي بمقارنة التسلسل المعرف بالتسلسل المجهول. باستخدام هذا الأسلوب في التحليل، يمكن للباحثين من خلال البحث عن الجينات الكاملة للعثور على جينات من الفائدة من دون علم مسبق من موقعها. ويمكن للجينات، ثم يتم فحصها لمعرفة ما إذا كانت وظيفتها هي في الواقع مشابهة لهذا الجين الأولي. هذه التقنية مفيدة عندما مسارا انزيم معين، أو موجودا في كائن حي واحد، واحد يرغب في التعرف على وجود مسار مماثل أو الإنزيم في الكائنات المختلفة.

## اقرا أيضا
- مسبار (علم الأحياء الجزيئي)